# Pterocyclophora pictimargo
Pterocyclophora pictimargo là một loài bướm đêm trong họ Erebidae.